# Дятловка (река)
Дятловка (бел. Дзятлаўка) — река в Дятловском районе Белоруссии, левый приток Молчади. Длина реки — 26 км, площадь её водосбора — 151 км². Средний уклон водной поверхности — 2,1 ‰.
Исток реки находится у деревни Юровичи в 4 км к юго-западу от центра города Дятлово. Река течёт на северо-восток, затем поворачивает на север. Течёт по склонам Новогрудской возвышенности, почти на всём протяжении русло канализировано.
Притоки — Помарайка, Карачёвка (правые); Патыльты, Дикая (левые).
Крупнейший населённый пункт на реке — город Дятлово, где на реке небольшая запруда. Помимо него река протекает сёла и деревни Ходевляны, Засетье, Пенчицы, Нагородовичи. Впадает в Гезгальское водохранилище на реке Молчадь на юго-восточной окраине агрогородка Гезгалы.